# JoAnn Morgan
JoAnn Hardin Morgan (Huntsville, 4 dicembre 1940) è un'ingegnere statunitense, pioniera nel programma di volo spaziale degli Stati Uniti come prima donna ingegnere presso il John F. Kennedy Space Center della NASA e la prima dirigente di alto livello del Kennedy Space Center.

## Biografia

### Infanzia e istruzione
JoAnn Hardin, la maggiore dei quattro figli di Don e Laverne Hardin, nacque a Huntsville in Alabama il 4 dicembre 1940, dove suo padre era di stanza come pilota dell'esercito americano al Redstone Arsenal durante la seconda guerra mondiale. Mentre era al liceo la sua famiglia si è trasferita a Titusville in Florida dove suo padre lavorava alla Cape Canaveral Air Force Station come responsabile degli ordigni nel programma missilistico dell'esercito degli Stati Uniti. Lì incontrò il suo futuro marito, Larry Morgan. Subito dopo essersi diplomata nel giugno 1958 si unì all'Army Ballistic Missile Agency a Cape Canaveral come assistente tecnico civile. Nell'autunno del 1958 Hardin si è iscritta all'Università della Florida a Gainesville dove ha studiato matematica. Durante le sue vacanze estive ha continuato a lavorare a Cape Canaveral sotto la guida di mentori come l'ingegnere tedesco-americano Wernher von Braun. Nel suo lavoro come assistente tecnico Hardin ha acquisito esperienza pratica nella progettazione di sistemi informatici per il lancio di razzi per i primi programmi di volo della NASA. Dopo aver conseguito il Bachelor of Arts in matematica presso la Jacksonville State University in Alabama nel 1963, Hardin andò a lavorare per la NASA presso il Kennedy Space Center come ingegnera aerospaziale.

### Kennedy Space Center

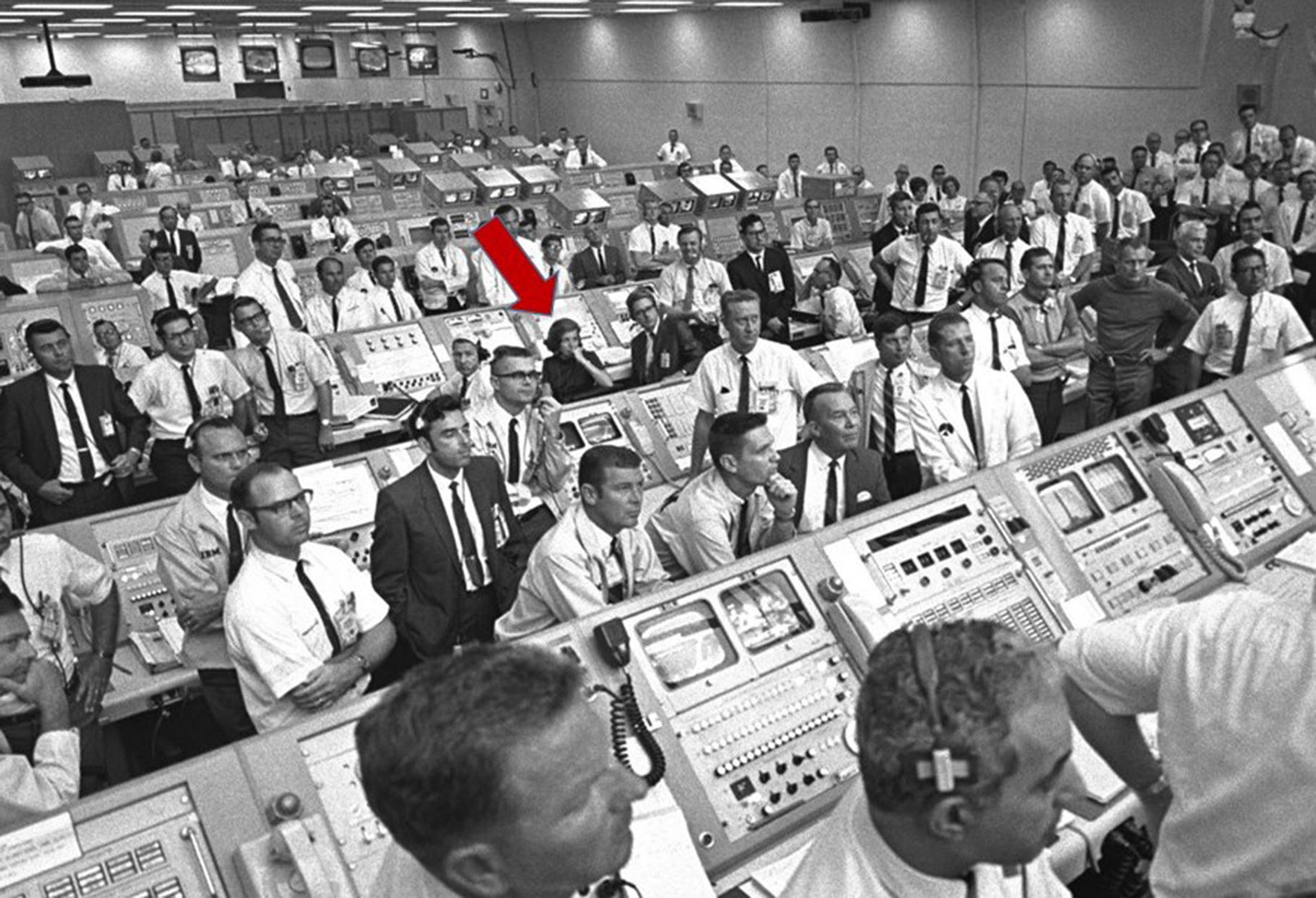
Joann Morgan era l'unica ingegnere al lancio dell'Apollo 11

Nel 1963 Morgan ha iniziato a lavorare a tempo pieno al Kennedy Space Center. Era l'unica ingegnera e racconta che "sarebbe rimasta a lungo l'unica donna". Morgan era l'unica ingegnera nella sala di controllo durante il lancio dell'Apollo 11 il 16 luglio 1969.
Morgan sottolinea che "per i primi 15 anni ho lavorato in un edificio dove non c'era un bagno per donne" ed "è stato un grande giorno per me quando finalmente c'era uno".

#### Carriera dirigenziale
Morgan è stata selezionata per ricevere una borsa di studio Sloan Fellowship per prepararla a una posizione dirigenziale presso il centro spaziale. Si è iscritta alla Università di Stanford e ha conseguito un Masters of Science nel 1977. Due anni dopo è stata promossa a capo della divisione Servizi Informatici. Morgan ha ricoperto il ruolo di direttrice delle relazioni esterne e dello sviluppo del business durante i suoi ultimi anni al centro spaziale, tranne che per un breve periodo nel 2002, quando è stata nominata per diversi mesi vicedirettrice ad interim del Kennedy Space Center. Morgan si è ritirata nell'agosto 2003 con quarantacinque anni di servizio alla NASA.

## Riconoscimenti

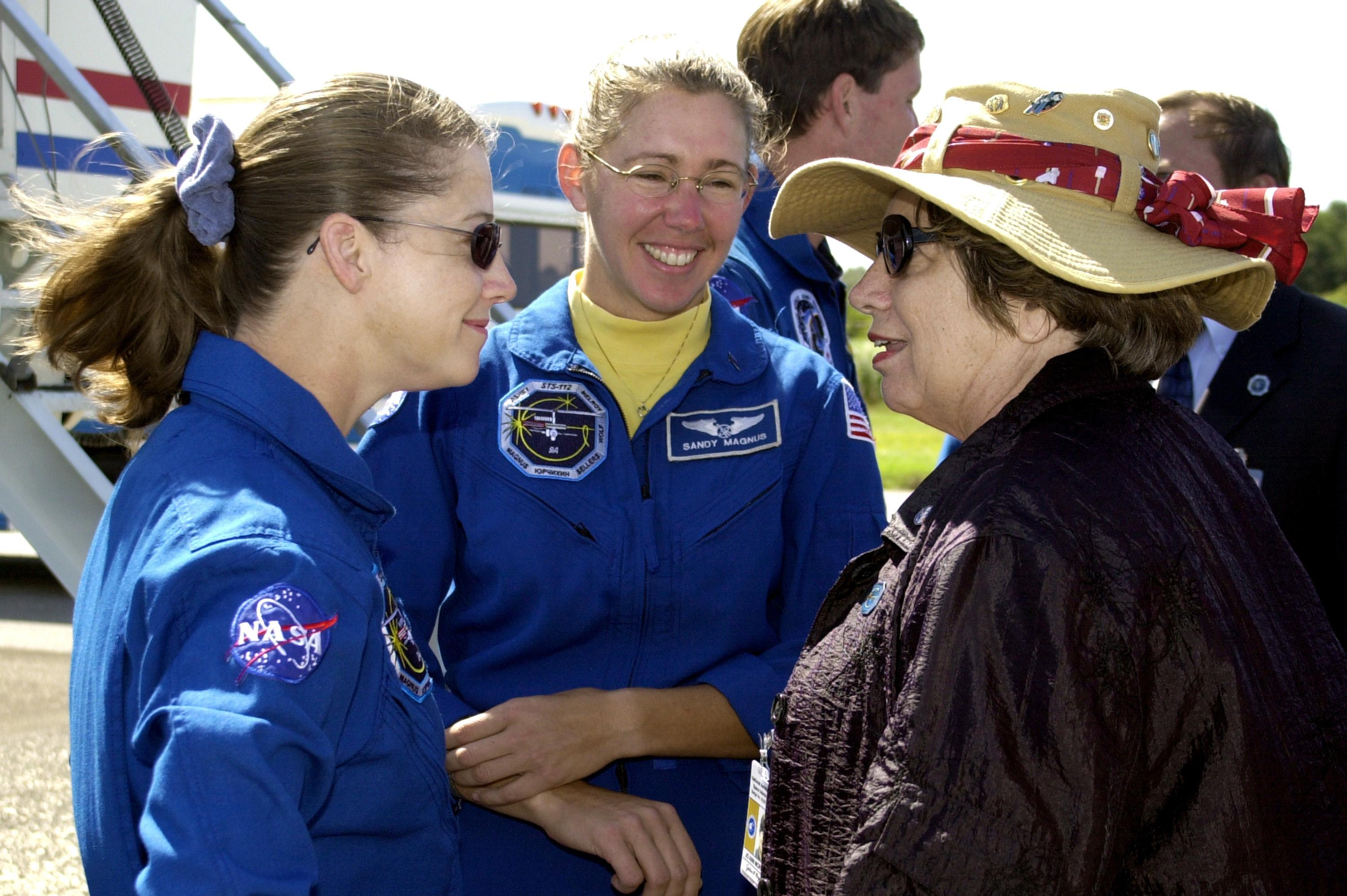
JoAnn H. Morgan (poi direttrice delle relazioni esterne e dello sviluppo aziendale presso il Kennedy Space Center) con la pilota Pamela Melroy (a sinistra) e la specialista di missione Sandra Magnus (al centro) della missione STS-112 dopo l'atterraggio dello Space Shuttle Atlantis

Morgan è stato premiata dal presidente degli Stati Uniti Bill Clinton con il Meritorious Executive nel 1995 e 1998. Nel 1995 è stata introdotta nella Florida Women's Hall of Fame. Secondo l'Orlando Business Journal durante la sua carriera nei programmi di volo umano spaziale negli Stati Uniti Morgan ha ricevuto molti riconoscimenti e premi, tra cui un premio per il suo lavoro durante l'inaugurazione del complesso di lancio 39, quattro medaglie di servizio eccezionali e due medaglie per la leadership di spicco nel 1991 e 2001, il premio nazionale Upward Mobility della Society of Women Engineer's National e il premio J. Tal Webb della American Society of Mechanical Engineers nel 1994, il premio Distinguished Service della Space Coast Chapter of Federally Employed Women nel 1996, l'Achievement Award for Management Leadership del 34° Annual Space Congress nel 1998, il premio Debus del National Space Club nel 1998 e il premio Presidential Distinguished Rank nel 1998. Morgan è membro dell'American Institute of Aeronautics and Astronautics, del National Space Club e del Tau Beta Pi. Morgan è stata nominata trustee delle università statali della Florida per due mandati, nel 2001 e nel 2003.